# Super Mario Bros. 2
Super Mario Bros. 2 är ett plattformsspel till NES. Amerikanska och europeiska Super Mario Bros. 2 är ett helt annat spel än japanska Super Mario Bros. 2, vilket var ganska likt Super Mario Bros. Detta nådde inte den svenska marknaden förrän spelsamlingen Super Mario All-Stars släpptes till Super Nintendo, då under namnet Super Mario Bros.: The Lost Levels.
I den amerikanska/europeiska versionen av spelet, som tidigare lanserats i Japan med andra figurer under namnet Doki Doki Panic, kan man välja mellan fyra olika figurer, alla med olika färdigheter.
Spelet går ut på att man ska styra figurerna genom sju olika världar för att slutligen finna den elake Wart och förinta honom. Till sin hjälp kan figurerna dra upp olika typer av växter som växer i världarna och kasta dessa på fienderna.
Spelet kan ses lite som en parentes i Mario-sammanhang eftersom det från början inte är ett Mario-spel, vilket också förklarar varför Marios ärkefiende Bowser inte finns med, utan ärkefienden istället är den stora paddan Wart. Dock är spelet historiskt eftersom många av Marios nutida fiender, som Bob-omber och Shy Guys, kommer därifrån.

## Figurer
- Mario - Kan det mesta i spelet på en lagom nivå.
- Luigi - Kan hoppa högst av alla i spelet, och har förmågan att springa i luften.
- Toad - Är starkast av alla i spelet, och kan gräva och plocka upp föremål snabbare än de andra.
- Princess Peach - Är svagast, men har som speciell förmåga att kunna sväva i luften en kort stund vid hopp.

## Världar
- Värld 1: Gräs
- Värld 2: Öken
- Värld 3: Gräs
- Värld 4: Is och snö
- Värld 5: Gräs och natt
- Värld 6: Öken
- Värld 7: Moln

### Fotnoter
1. 1 2 3  MobyGames.[källa från Wikidata]
2. ↑  Internet Movie Database.[källa från Wikidata]
3. ↑  ”Den modige rörmokaren jubilerar”. Dagens nyheter. 26 juli 2006. http://www.dn.se/spel/spel-hem/den-modige-rormokaren-jubilerar/. Läst 7 mars 2017.